# Szoftverlicenc-audit
A szoftverlicenc-audit (software licensing audit) vagy szoftvermegfelelőségi audit (software compliance audit) annak összevetése, hogy egy vállalat vagy szervezet egyrészről milyen szoftvereket használ IT eszközein, másfelől milyen szoftvereszközök használatára jogosult, azaz milyen szoftverlicencekkel rendelkezik. Az audit formális eredménye a megfelelőségi jelentés (compliance report), ami mutathat alullicencelést, túllicencelést, vagy ideális esetben teljes megfelelőséget.
A vállalati kockázamenedzsment fontos része a licencmegfelelőség kezelése. Amennyiben a vállalat nincs tisztában azzal, hogy milyen szoftvereket használ, illetve milyen licencekkel rendelkezik, akkor számos kockázatnak teszi ki magát. E kockázatok tudatos szoftvergazdálkodással védhetők ki

## Belső illetve gyártói audit
Amennyiben egy vállalat maga folytat szoftverlicenc-auditot, annak végeredménye alapján el tudja dönteni, hogyan szüntesse meg az alullicencelésekből fakadó jogi-pénzügyi kockázatokat, illetve a túllicencelésből fakadó extra kiadásokat. Ugyanakkor a gyártói licencelési modellek összetettsége és gyakori változása miatt ez a vállalati licencmenedzserek számára nagyon összetett feladatot jelenthet.
Gyártói audit esetén egy-egy szoftvergyártó (vagy megbízott partnere) véges licencvizsgálatot a felhasználónál - élve a licencfeltételekben megfogalmazott ellenőrzési jogával. Alullicencelés esetén ilyenkor a vállalat kedvezőtlen feltételű szoftverbeszerzési illetve támogatási díjfizetési kötelezettségekkel szembesülhet.
A független licenctanácsadó segítségével lefolytatott audit előnye, hogy a vállalat kalkulálható és megfizethető díjazás ellenében szakértőktől kaphat átfogó és szakszerű, pontos megfelelőségi jelentést, és annak alapján proaktívan foghat neki a licencoptimalizálásnak - még mielőtt valamely gyártó auditjával szembesülne. A független licentanácsadó nem érdekelt a licencértékesítésben, így ügyfele érdekeit szem előtt tartva tud javaslatot tenni az esetleges alullicencelési és túllicencelési helyzetek megoldására.